# Yponomeuta albonigratus
Yponomeuta albonigratus är en fjärilsart som beskrevs av Gershenzon 1972. Yponomeuta albonigratus ingår i släktet Yponomeuta och familjen spinnmalar. Inga underarter finns listade i Catalogue of Life.